# Brejo Santo (microregio)
Brejo Santo is een van de 33 microregio's van de Braziliaanse deelstaat Ceará. Zij ligt in de mesoregio Sul Cearense en grenst aan de deelstaat Pernambuco in het zuiden en de microregio's Cariri in het westen en Barro in het noorden en oosten. De microregio heeft een oppervlakte van ca. 1892 km². Midden 2004 werd het inwoneraantal geschat op 94.974.
Vijf gemeenten behoren tot deze microregio:
- Abaiara
- Brejo Santo
- Jati
- Milagres
- Penaforte

Mesoregio's: Centro-Sul Cearense · Jaguaribe · Metropolitana de Fortaleza · Noroeste Cearense · Norte Cearense · Sertões Cearenses · Sul Cearense

Microregio's: Baixo Curu · Baixo Jaguaribe · Barro · Baturité · Brejo Santo · Canindé · Cariri · Caririaçu · Cascavel · Chapada do Araripe · Chorozinho · Coreaú · Fortaleza · Ibiapaba · Iguatu · Ipu · Itapipoca · Lavras da Mangabeira · Litoral de Aracati · Litoral de Camocim e Acaraú · Médio Curu · Médio Jaguaribe · Meruoca · Pacajus · Santa Quitéria · Serra do Pereiro · Sertão de Crateús · Sertão de Inhamuns · Sertão de Quixeramobim · Sertão de Senador Pompeu · Sobral · Uruburetama · Várzea Alegre